# Den röda Michelinguiden

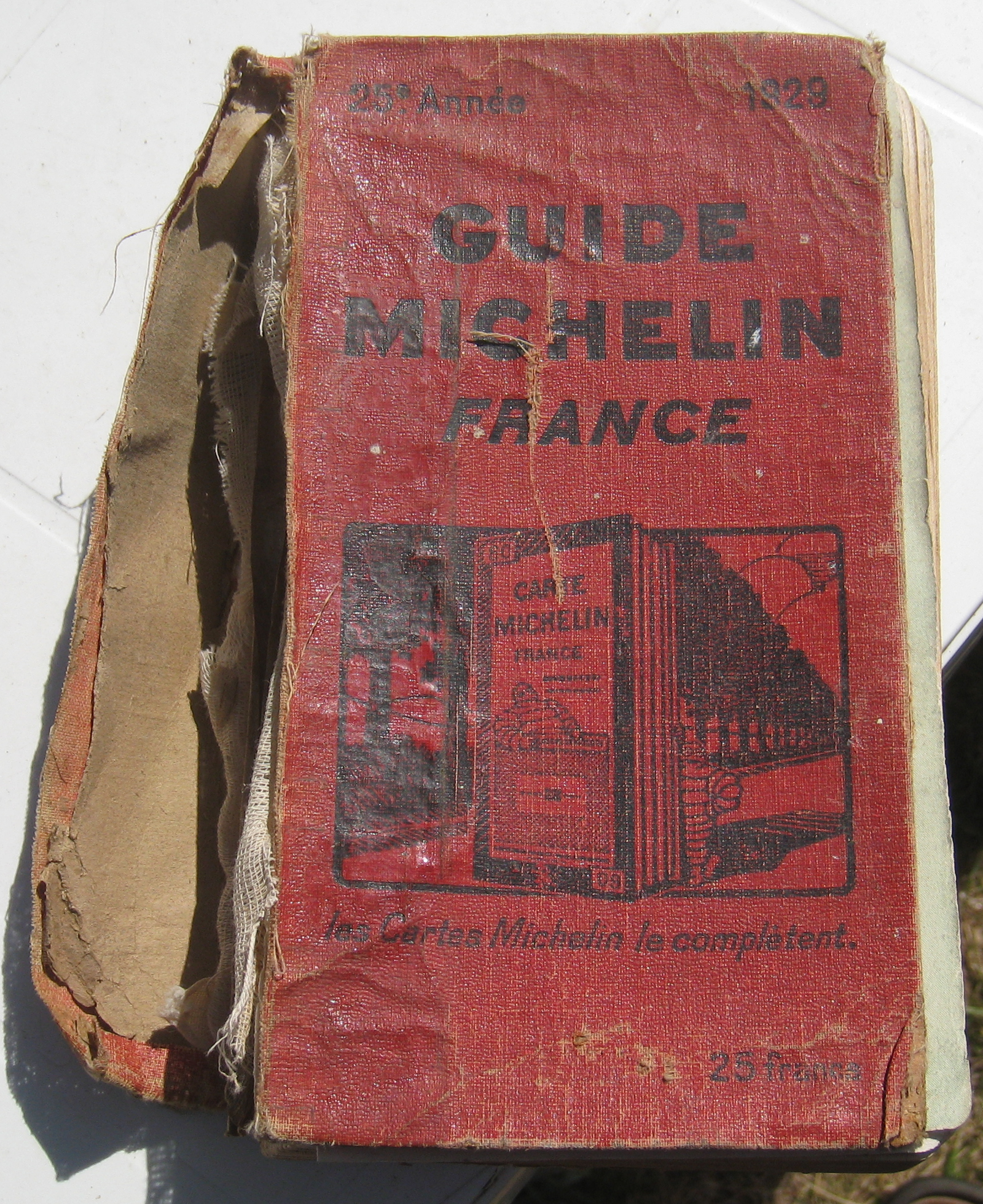
Michelinguiden från 1929 med samma röda tema som dagens utgåvor

Den röda Michelinguiden är en serie guideböcker för resenärer och restauranggäster som ges ut årligen av däcktillverkaren Michelin. Namnet syftar framför allt på böckerna med röda omslag som även kallas Guide Michelin eller Le guide rouge de Michelin, och som innehåller bland annat rekommendationer och betygsättningar på bra restauranger och hotell. Att komma med i guiden anses som en bedrift i sig. De bästa restaurangerna i guiden har en, två eller tre stjärnor. Böckerna har olika geografisk täckning och ges ut på olika språk, men är uppbyggda enligt samma principer. Exempelvis finns en engelskspråkig utgåva vid namn Michelin Hotels and Restaurants – Main Cities of Europe som täcker in de flesta storstäder i Europa.
Den röda Michelinguiden gavs ut första gången 1900 i Frankrike av bröderna André och Édouard Michelin för att hjälpa bilister att hitta rätt väg, få service till bilen och ett hotell att sova på. Den franska upplagan är fortfarande den mest heltäckande, och Frankrike är det land som har ojämförligt flest stjärnbeströdda krogar i världen. De flesta hotell och restauranger som bedöms i de kontinentala upplagorna (t.ex. Frankrike, Tyskland och Italien) är inte lyxetablissemang utan vänder sig just till vanliga resande.

## Michelins restaurangbedömningar

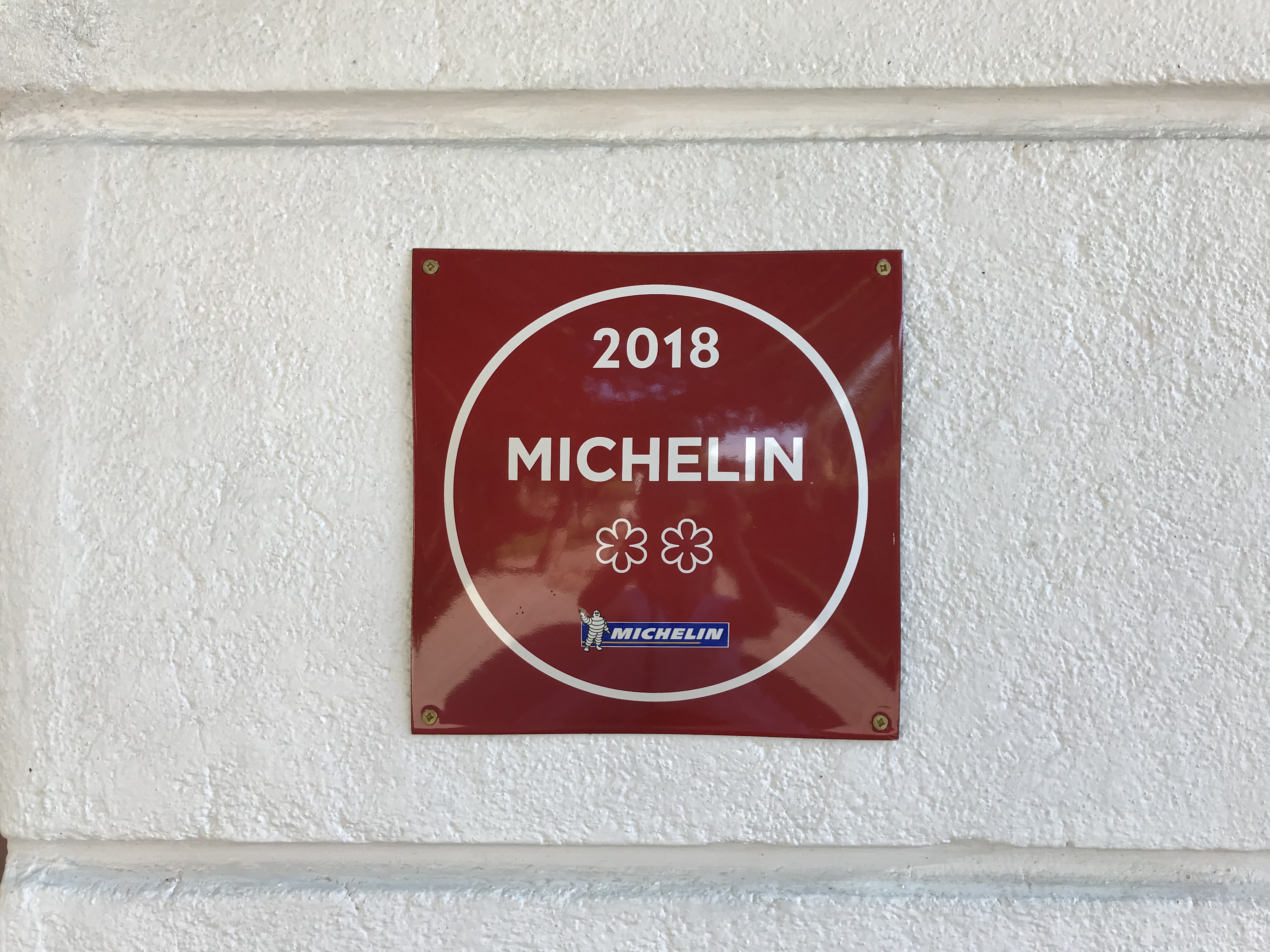
Skylt intill entrén till Daniel Berlin krog i Skåne-Tranås, 2018.

Betygssättningen, där en, två eller tre stjärnor betecknar toppnivån, skapas genom att inspektörer skickas ut i hemlighet. 
Stjärnorna delas ut endast baserat på maten som serveras. Fem kriterier vägleder inspektörerna i bedömningen:
1. kvaliteten på råvarorna 2. ”hantverket” – det vill säga smaken och tillagandet
3. ”personligheten” – det vill säga hur väl kocken lyckas i att hitta ett eget uttryck 4. värde för pengarna
5. Mycket kvalitet över tid – det ska vara en lika fantastisk upplevelse oavsett när du besöker restaurangen.
Stjärnmarkering i Michelinguiden är en av de internationellt mest eftertraktade utmärkelserna i restaurangbranschen, och brukar åtföljas av annan medial uppmärksamhet. Om restaurangen inte håller nivån uppe kan den förlora en eller flera stjärnor, eller helt bli av med stjärnmarkeringen, och detta brukar innebära ett stort avbräck.
De berömda stjärnbetygen brukar översättas på följande vis:
- en stjärna - "En mycket bra restaurang i sin kategori" (franska: Une très bonne table dans sa catégorie)
- två stjärnor - "Utomordentlig matlagning, värt en omväg" (franska: Table excellente, mérite un détour)
- tre stjärnor - "Exceptionellt bra kök, värt en egen resa" (franska: Une des meilleures tables, vaut le voyage)

I Guide Michelin Main Cities of Europe 2011 finns det 1 771 restauranger varav 357 med stjärnbetyg där har 15 tilldelades tre stjärnor. Allmänt gäller att priserna står i proportion till antalet stjärnor. På de mest stjärnspäckade ställena måste bord ofta beställas i mycket god tid, ibland år, i förväg.
Utöver stjärnbetygen betygsätts också restaurangens totala "komfort" utifrån ett system av korslagda bestick. De flesta restauranger i Michelinguiden har inget stjärnbetyg utan alltså endast ett "bestick-betyg" på en skala mellan 1 och 5. De restauranger som valts ut att få dessa betyg är även de högst pålitliga och ofta av hög kvalitet. Stjärnkrogarna har ofta, men inte alltid, höga "bestick-betyg".

### Bib gourmand
Utöver stjärnorna som delats ut finns även sedan 1995 utmärkelsen Bib Gourmand, som är en utmärkelse som indikerar vällagad mat till ett rimligt pris. 239 Bib Gourmand restauranger var med i guiden 2011, till exempel Rolfs kök, Proviant och Den gyldene freden i Stockholm. Bib är smeknamnet för Michelingubben eller Bibendum som han också kallas. Maskotens namn kommer från latinska ordspråket nu ska vi dricka.

### Michelins hotellbedömningar
Michelinguiden är även en rik källa till hotellrekommendationer. Hotellen betygsätts på en skala mellan ett och fem torn, där de högst rankade alla tillhör de kända internationella lyxhotellen. Det omnämns totalt 1 557 hotell i 2011 års utgåva av guiden.
Samtliga betyg i Michelinguiden är antingen svarta eller röda. De mer ovanliga röda betygen indikerar att restaurangen eller hotellet i fråga bedömts som särskilt charmigt eller elegant.

## Bedömningar av restauranger i Norden
Länderna i Norden ingår sedan 2015 i den engelskspråkiga delen Guide Michelin Nordic Cities. Fram till 2014 täcktes Norden av Michelin Hotels and Restaurants – Main Cities of Europe, som började utges 1982 och som strax därefter utökades till att även omfatta Norden. I 2010 års utgåva hade Danmark gått om Sverige som det land i Norden med flest stjärnrestauranger, 12 mot 11. När Guide Michelin Nordic Cities börjades ges ut 2015 utökades täckningen med Malmö och Århus.
Den stad i Norden som har flest restauranger med Michelinstjärnor är sedan flera år Köpenhamn, som 2015 hade tre tvåstjärniga och tolv enstjärniga restauranger.
2016 var första gången som några restauranger i Norden bedömdes med tre stjärnor av Michelinguiden. Andra internationella guider hade tidigare under flera år rankat restauranger i Norden bland världens bästa. Följande restauranger i Norden har tre stjärnor i 2016 års utgåva av Guide Michelin Nordic Cities.
- Danmark: Geranium.
- Norge: Maaemo

Följande restauranger i Norden har två stjärnor i 2016 års utgåva av Guide Michelin Nordic Cities.
- Danmark: Noma och Aoc.
- Sverige: Mathias Dahlgren Matsalen, Frantzén, Fäviken och Oaxen Krog.

### Bedömningar av restauranger i Sverige
I Guide Michelin Nordic Cities bedöms enbart större städer vilket för svensk del innebär någorlunda centrala lägen i Stockholm, Göteborg och Malmö. Bedömningar i Malmö tillkom 2015. I Stockholm har Michelinguiden tidigare exempelvis bedömt Edsbacka krog i Sollentuna, men inte restauranger som ligger i Stockholms skärgård, trots att ett antal restauranger i skärgårdslägen brukar få höga betyg i inhemska guider. De första stjärnorna till svenska restauranger utdelades 1984, då fyra restauranger i Stockholm bedömdes hålla denna nivå, och 1989 tillkom den första restaurangen med stjärna i Göteborg och 2015 de första restaurangerna med stjärna i Malmö. 2016 tog restaurang Fäviken med, som ligger helt i glesbygden ett par mil från Åre.
Guiden utkommer årligen i februari månad. 2015 bedömdes Mathias Dahlgren Matsalen, Frantzén och Oaxen Krog i Stockholm med två stjärnor, samt sex restauranger i Stockholm, sex restauranger i Göteborg och tre restauranger i Malmö med en stjärna. Bib Gourmand-betyg tilldelades 2010 elva restauranger i Sverige, varav tre i Göteborg och åtta i Stockholm.
2018 fick Frantzén i Stockholm tre stjärnor samt Sjömagasinet i Göteborg förlorade sin.

## Le guide vert
Den gröna Michelinguiden (Le guide vert) är Michelinguidens reseguide över sevärdheter och ges ut parallellt med matguiden, le guide rouge.
Turistattraktioner som har fått tre stjärnor i Sverige är bland annat Drottningholms slott, Vasamuseet och Göteborgs konstmuseum. Av de svenska kyrkorna är det tre som fått del av stjärnglansen, Västerås domkyrka, Lunds domkyrka och Vadstena kloster. Vidablick utanför Rättvik har tack vare sin fina utsikt över Siljan, blivit belönad med 3 stjärnor i "Green Guide".